# Seckau
Seckau (tiếng Slovene: Sekava) là một thị xã ở bang Steiermark, nước Áo. Đô thị Seckau có diện tích 54,26 km², dân số cuối năm 2005 là 1300 người. Đô thị này nằm gần Knittelfeld. 